# The Deacon's Daughter
Pour plus de détails, voir Fiche technique et Distribution.
The Deacon's Daughter ou The Minister's Daughter est un film muet américain réalisé par Sidney Olcott et produit par la Kalem Company, sorti en  1910.

## Fiche technique
- Titre original : The Deacon's Daughter
- Titre alternatif : The Minister's Daughter
- Réalisateur : Sidney Olcott
- Scénario :
- Photographie :
- Montage :
- Société de production : Kalem Company
- Pays d'origine :  États-Unis
- Lieu de tournage : Jacksonville en Floride
- Langue : film muet avec les intertitres en anglais
- Format : Noir et blanc — 35 mm — 1,33:1 — Muet
- Métrage : 290 mètres
- Genre : Film dramatique
- Durée : 9 minutes et 40 secondes
- Date de sortie :
  - États-Unis : 7 janvier 1910 (New York)

## Distribution
- Alice Joyce
- Sidney Olcott

## À noter
- Le film est tourné à Jacksonville en Floride où la Kalem Company a installé un studio.